# Dinarmus acutus
Dinarmus acutus är en stekelart som först beskrevs av Thomson 1878.  Dinarmus acutus ingår i släktet Dinarmus och familjen puppglanssteklar. Arten är reproducerande i Sverige. Inga underarter finns listade i Catalogue of Life.